# Bradley Cole
Bradley Cole (Contea di Los Angeles, 11 febbraio 1959) è un attore statunitense.
Noto in Italia per l'interpretazione di Jeffrey O'Neill, ruolo che interpreta dal 2003 nella celebre soap opera statunitense Sentieri (Guiding Light).

## Filmografia parziale
- Le ragazze della porta accanto (Les Filles d'à côté) – serie TV, 131 episodi (1993-1995)